# Cabera bistriaria
Cabera bistriaria là một loài bướm đêm trong họ Geometridae.